# Миролюбівка (Станишівська сільська громада)
Миролю́бівка (раніше Розкопана Могила)— село в Україні, у Житомирському районі Житомирської області. Населення становить 629 осіб. Колишній центр однойменної сільської ради.

## Назва
На території села знаходився великий курган, який розкопали і тому село отримало назву Розкопана могила.
У 1960 році стара назва — Розкопана Могила змінено на Миролюбівка

## Історія
1795 рік — перша згадка про село, яке належало дідичам Глембоцьким. В цей час у селі проживало 7 сімей.
В к. ХІХ ст. землі навколо села належали Терещенкам.
У 1893 році у селі було відкрито Церковно-приходську школу.
В 1892 році в селі збудована церква на честь Покрови Пресвятої Богородиці
У 1899 році населення складало 395 жителів.
У 1906 році, село Коднянської волості Житомирського повіту Волинської губернії. Відстань від повітового міста 30 верст, від волості 8. Дворів 59, мешканців 361.
В період 1918-20 року влада в селі декілька раз змінювалась.
25 грудня 1922 року в селі було створено сільськогосподарське кооперативне товариство «Селянин»
З 1923 року — село Коднянського району.
В 1930 році створено колгосп «Нове життя».
Село постраждало внаслідок геноциду українського народу, проведеного урядом СССР у 1932—1933 роках, а також репресій. У 1934 році церкву с. Миролюбівка було зруйновано.
16 листопада 1942 року очільник генерального округу "Житомир" Ернст Ляйзер видав наказ про створення адміністративного округу "Геґевальд" ("Заповідний ліс") — адміністративно-територіальної одиниці Генеральної округи Житомир Райхскомісаріату Україна, куди увійшло село. У складі округу село перебувало до приходу Червоної армії у лютому 1944 року.
266 жителів Миролюбівки воювали під час радянсько-німецької війни, з них 133, тобто половина — загинуло.
З 1950 року з трьох сіл — Розкопаної могили, Леонівки та Червоного степка утворили колгосп ім. Сталіна, з 1957р -«Комунар»
.У 1967 році в селі відкрили Будинок культури.
В 1969-70 курган зруйнували при будівництві Миролюбівської ЗОШ.
З 1981 року по 2005 рік господарство Комунар (ВСК Миролюбівський) очолював Дубовий Микола Іванович
З 1999 року відновлення богослужіння у церкві УПЦ КП.
12 червня 2020 року, відповідно до розпорядження Кабінету Міністрів України № 711-р «Про визначення адміністративних центрів та затвердження територій територіальних громад Житомирської області» увійшло до складу Станишівської сільської територіальної громади.
19 липня 2020 року, в результаті адміністративно-територіальної реформи та ліквідації Житомирського району (1939—2020), село увійшло до складу новоутвореного Житомирського району.